# Тюрпен, Пьер Жан Франсуа
Пьер Жан Франсуа Тюрпен (фр. Pierre Jean François Turpin; 1775—1840) — французский ботаник, известный ботанический художник.

## Биография
Франсуа Тюрпен родился 11 марта 1775 года. Учился в школе живописи в Вире. С 1780 года служил во французской армии. В 1794 году отправился на остров Гаити в составе армии. Там он познакомился с натуралистом и художником А. Пуато, обучившем его ботанике. По результатам их исследований Пуато описал около 800 новых видов растений, некоторые — в соавторстве с Тюрпеном. Затем Тюрпен посетил Тортугу, в 1800 году совершил поездку в США, где познакомился с А. Гумбольдтом. До 1802 года он работал военным врачом на Гаити, затем вернулся во Францию. Впоследствии Франсуа Тюрпен стал известным ботаническим иллюстратором. Его акварели использовались в книгах А. Гумбольдта и Э. Бонплана, Б. Делессера, А.-Л. Дюамеля, Ж.-Л. М. Пуаре и Ф.-П. Шометона. Пьер Жан Франсуа Тюрпен скончался 1 мая 1840 года в Париже.
Основная часть образцов растений и грибов, собранных Тюрпеном, хранится в гербариях Парижского музея естественной истории (P, PC).

## Некоторые научные работы
- Turpin, F. (1816—1829). Dictionnaire des sciences naturelles. Planches. Botanique. 5 vols., 313 pl.

## Роды, названные в честь Ф. Тюрпена
- Turpinia Bonpl., 1807, nom. rej. [syn.  Fulcaldea Poir., 1817, nom. nov.]
- Turpinia Vent., 1807, nom. cons.
- Turpinia Pers., 1807, nom. illeg. [syn.  Poiretia Vent., 1807, nom. cons.]